# Naturschutzgebiet Schützenhaus

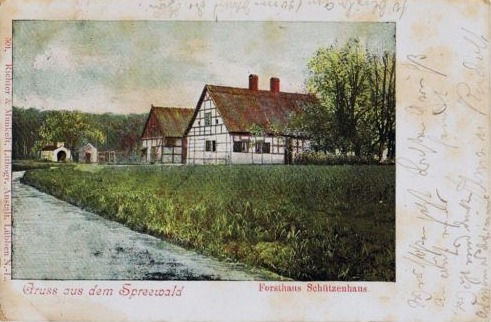
Schützenhaus bei Alt Zauche um 1900

Der Bereich „Schützenhaus“ ist ein von der Landeswaldoberförsterei Lübben bewirtschaftetes Forstrevier und ein darin gelegener Schutzwald im Spreewald in Brandenburg. Er liegt im Gemeindegebiet von Alt Zauche-Wußwerk und ist Teil des landkreisübergreifenden Naturschutzgebiets „Innerer Oberspreewald“.
Der Name des Gebietes ist von dem mitten im Wald gelegenen Wohnplatz Forsthaus Schützenhaus abgeleitet, bei dem sich auch die kleine Schleuse Schützenhaus befindet.

## Geographie

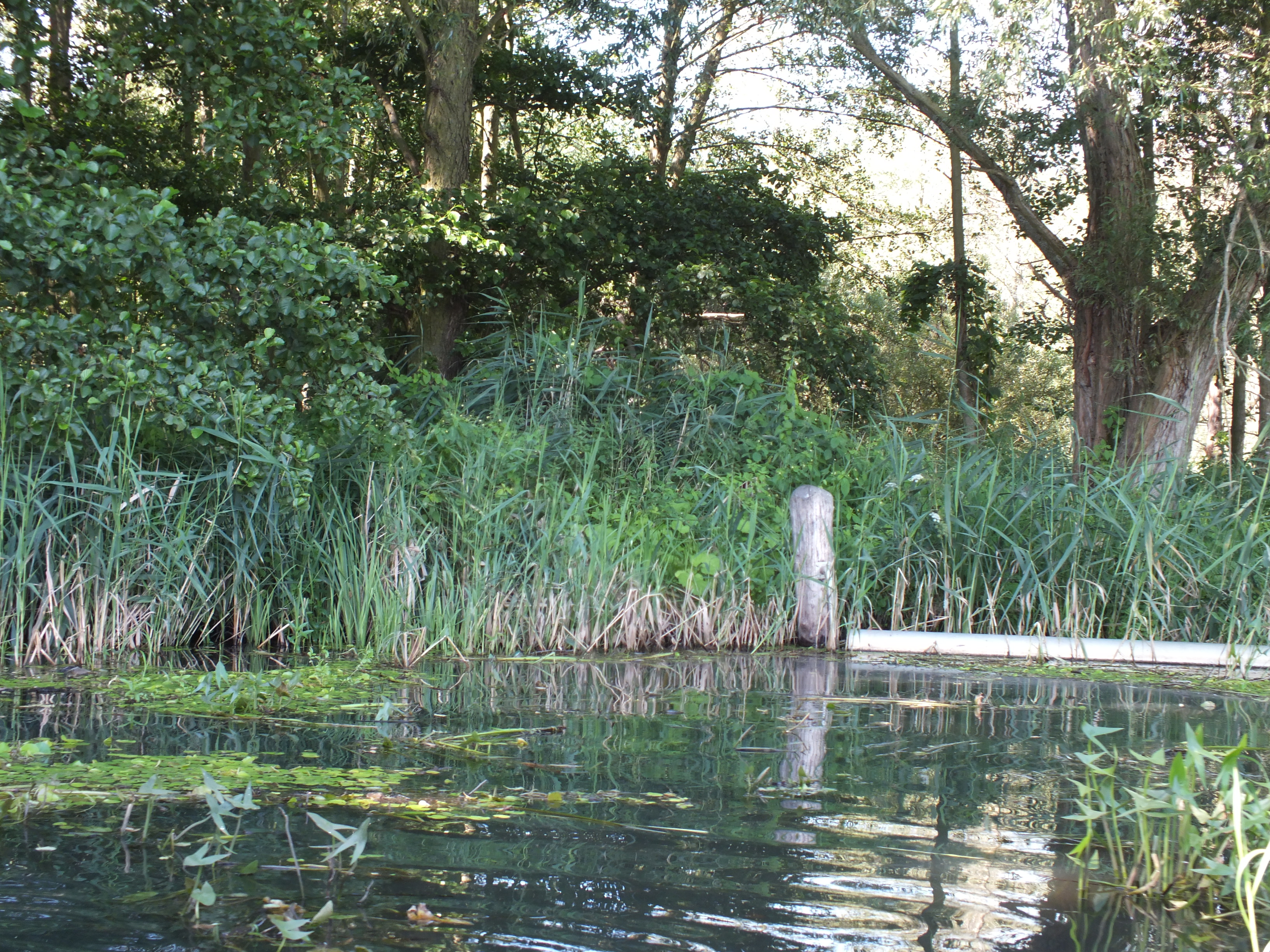
Vegetation an und in einem Gewässer

Das 168,5 Hektar große Wald- und Niedermoorgebiet liegt südöstlich des Ortes Alt Zauche und südlich des Nordumfluters, einem künstlichen Spreearm. Mit einer durchschnittlichen Höhe von etwa 50,7 m ü. NN liegt es vollständig im Oberspreewald, der zum Baruther Urstromtal gehört. Wegen des geringen Landschaftsgefälles flossen dort die Schmelzwasser des Brandenburgischen Stadiums der Weichseleiszeit in breitem Fächer langsam nach Westen ab. In der Folge haben die Bewohner die kleinen Flussarme durch künstliche Kanäle miteinander verbunden. Die Ablagerungen aus dem Holozän bilden die torfige Humusschicht, die durchschnittlich dreißig Zentimeter dick ist und die Basis für die Ansiedlung zahlreicher feuchtigkeitsliebender Gewächse darstellt.

## Flora und Fauna

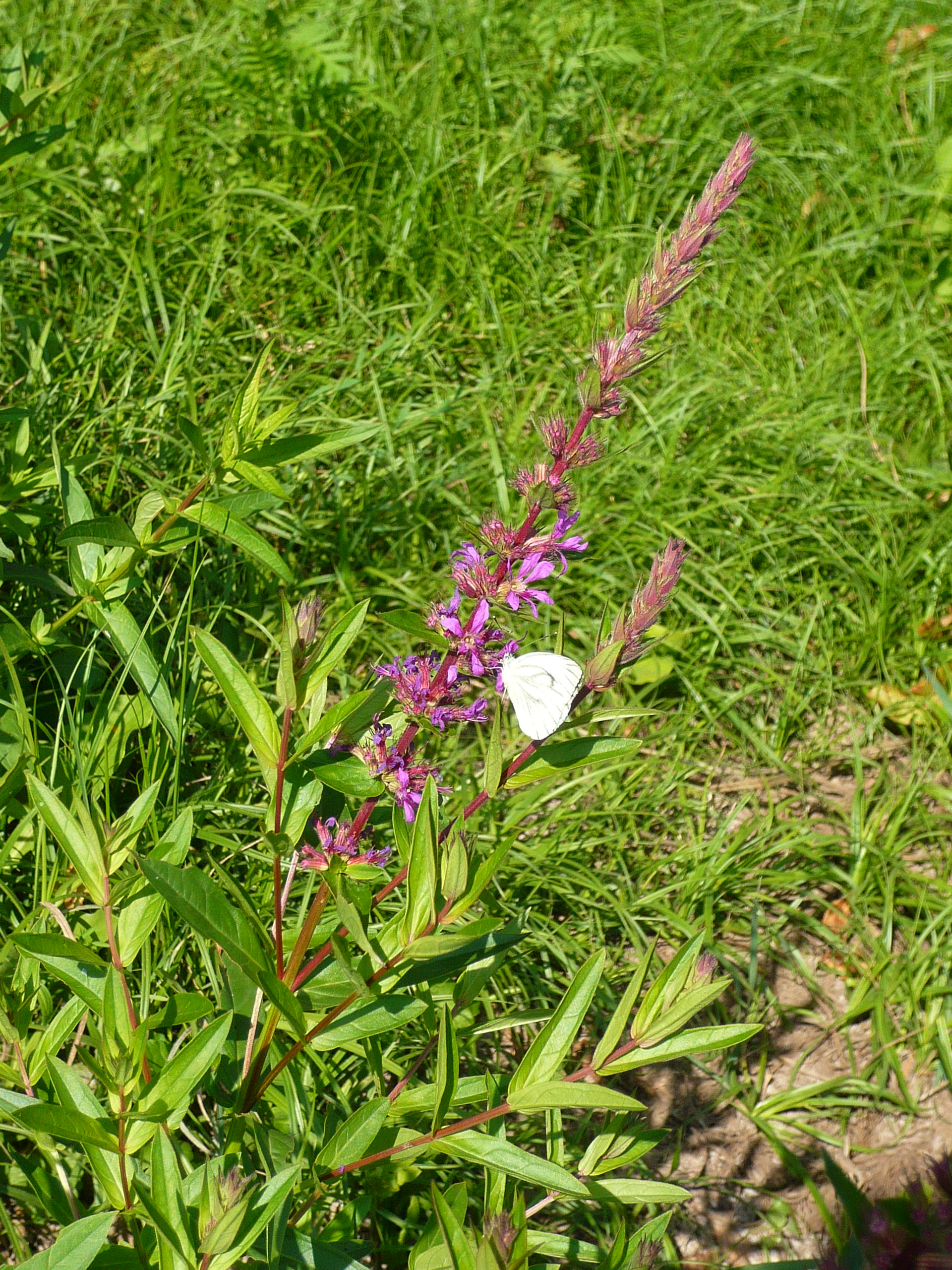
Gewöhnlicher Blutweiderich (Lythrum salicaria) mit Kohlweißling im Gebiet

Der Waldkomplex besteht überwiegend aus Schwarzerlen und einem geringeren Teil Flatterulmen. Bei den dominierenden Erlenbeständen handelt es sich um Hochwald, der auf feuchten oder nassen, sumpfigen bis anmoorigen Standorten vorwiegend in flachen bis tiefen Rabattenkulturen begründet ist, die im 19. und 20. Jahrhundert angelegt wurden; die bis um 1900 bedeutende Betriebsform Niederwald existiert im Oberspreewald nicht mehr. Kleinflächig kommen auch naturnahe Erlenbruchwaldbereiche mit weiteren Baumarten vor. Das Strauchwerk setzt sich zusammen u. a. aus Traubenkirschen sowie wilden Johannisbeer- und Brombeersträuchern. In der bodennahen Flora wurden Kanten-Lauch, Weidenblättriger Alant, Lungen-Enzian, Graben-Veilchen, Weidenröschen, Greiskraut und Sumpf-Helmkraut nachgewiesen.
Die größten frei lebenden Tiere im Gebiet sind Rothirsche, Rehe, Wildschweine, Füchse und Baummarder. Insgesamt mehr als 60 Vogelarten, darunter Schwarzstörche, Kraniche, Singvögel, Bekassinen und Enten wurden bereits hier beobachtet. Unzählige Schmetterlinge und Kriechtiere wie Schlangen oder Eidechsen kommen vor. Schließlich bieten die zahlreichen Wasserarme Fischen, Wasserläufern, Libellen und anderen Kleinlebewesen gute Lebensbedingungen.

## Schutzgebiete

### Naturschutz
In der DDR wurde 1961 das Naturschutzgebiet Schützenhaus ausgewiesen.
Dieses Schutzgebiet ging 1990 im neuen und größeren Naturschutzgebiet Innerer Oberspreewald auf, das während der Phase der Wiedervereinigung als Teil des DDR-Nationalparkprogramms gemeinsam mit dem umfassenden Landschaftsschutzgebiet Biosphärenreservat Spreewald eingerichtet wurde.
Das gesamte Naturschutzgebiet Innerer Oberspreewald, in dem der Schützenhaus-Bereich liegt, zählt zur Schutzzone II (Pflege- und Entwicklungszone) des Biosphärenreservats. Es dient u. a. der Abschirmung von strenger geschützten Kernzonen sowie der Erhaltung und Pflege der landschaftstypischen Vielfalt. Dazu unterliegt die im Naturschutzgebiet erlaubte ordnungsgemäße forstwirtschaftliche Nutzung mehreren Vorgaben, u. a. gilt das Entwicklungsziel naturnaher Waldbestände überwiegend unter Fortführung des traditionell vorherrschenden Erlenhochwaldbetriebs; an einigen Standorten soll ein Waldumbau zu naturnahen Auenwäldern hauptsächlich mit den Baumarten Esche, Flatterulme, Stieleiche erfolgen. Außerdem ist die Größe möglicher Kahlschläge begrenzt.
Ein Teil des Schützenhaus-Bereichs innerhalb des Naturschutzgebiets ist wiederum als Kernzone Hochwald-Polenzoa (Schutzzone I des Biosphärenreservats, „Totalreservat“) definiert und bleibt daher völlig seiner natürlichen Dynamik überlassen; eine wirtschaftliche Nutzung und das Betreten sind dort prinzipiell verboten.
Mittlerweile sind die Flächen am Schützenhaus auch ins europäische Natura-2000-Netzwerk eingebunden: Deckungsgleich mit dem Naturschutzgebiet besteht das FFH-Gebiet DE-4150-301 Innerer Oberspreewald. Außerdem gehören die Flächen, abgesehen von kleinräumigen Ausnahmen, zum EU-Vogelschutzgebiet DE-4151-421 Spreewald und Lieberoser Endmoräne.

### Waldschutz

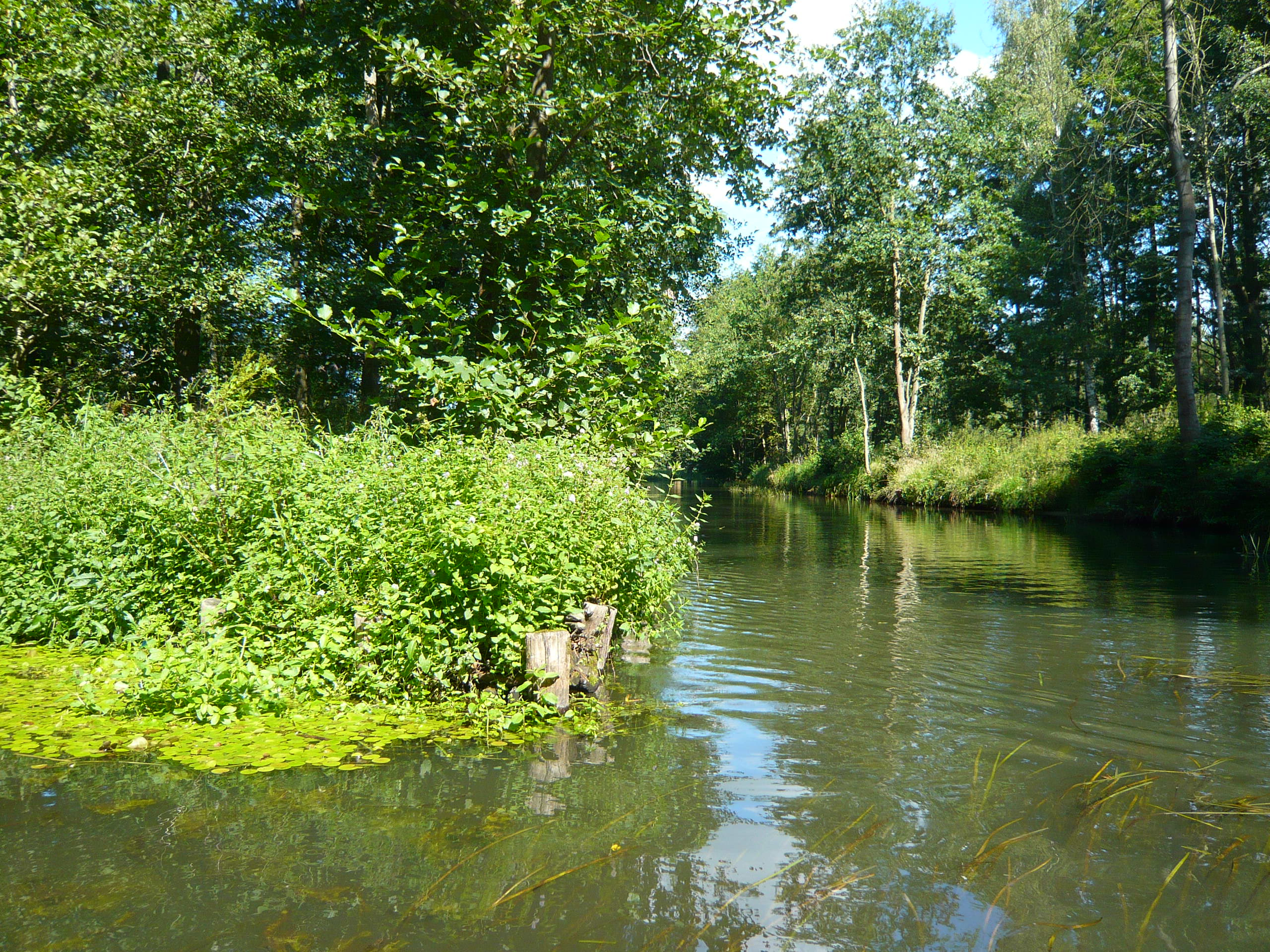
Waldbestand an einem Fließ im NSG

Ein rund 38 Hektar umfassender bewaldeter Teil des Schützenhaus-Gebiets – gelegen in der Kernzone Hochwald-Polenzoa – wurde 1999 auf Grundlage des Waldgesetzes des Landes Brandenburg per Verordnung als Schutzwald Schützenhaus ausgewiesen. Etwa ein Drittel davon ist naturnaher Erlenbruchwald, der als Naturwald Hochwaldstraße bezeichnet wird. Die Schutzwaldausweisung dient v. a. der Erhaltung und forstlichen Erforschung der vorhandenen naturnahen Waldbiotope, die als überregional bedeutend und schutzwürdig eingestuft sind. Von besonderem Interesse ist dabei die Entwicklung und Wuchsdynamik des auf Niedermoorböden aus künstlich begründeten Rabattenkulturen entstandenen Erlenhochwalds. Das Teilgebiet des Naturwalds Hochwaldstraße dient außerdem der Dauerbeobachtung bezüglich immissions- und klimabedingten Auswirkungen auf den Naturhaushalt. Im Rahmen der ökosystemaren Umweltbeobachtung (ÖUB) werden dort mehreren Parzellen regelmäßig untersucht.
Im Jahr 2011 sah der Landrat des Landkreises Dahme-Spreewald an den von den Fährleuten benutzten Spreearmen und Kanälen einen größeren Baumeinschlag geschädigter Erlen vor. Dieser sollte zur Sicherung touristischer Belange und als Wirtschaftsbeitrag erfolgen. Der Naturschutzbund Deutschland setzte sich für Einzelfallprüfungen an Bäumen ein und konnte im September 2012 einen Beschluss des Oberverwaltungsgerichts Berlin-Brandenburg erwirken, wonach die Abholzung im Revier „Schützenhaus“ gestoppt wurde.